# Anna Kyōyama
Anna Kyōyama (恐山アンナ Kyōyama An'na?) es un personaje de ficción de la serie anime y manga Shaman King, creada por el mangaka Hiroyuki Takei. Takei la considera su "mascota personal" o amuleto de buena suerte, debido a que Anna aparece en sus obras Butsu Zone, Itako no Anna y Shaman King, esto sin mencionar varios cameos en la mayoría de sus trabajos. En Shaman King, su voz es interpretada por la seiyū Megumi Hayashibara.
Anna es la prometida, entrenadora y futura esposa de Yoh Asakura. Es una poderosa itako, un tipo de chamán capaz de invocar espíritus a voluntad. A medida que la historia se desarrolla, se da a conocer que se casa con Yoh -tomando el apellido de su esposo- y ambos tienen un hijo llamado Hana Asakura, protagonista del manga Shaman King Flowers.

## El personaje
Al inicio de Shaman King, Anna tiene 13 años y se da a conocer como la prometida de Yoh Asakura. Anna es una itako (chamán tradicional japonesa), cuya especialidad es invocar espíritus desde donde sea, actividad que no todo chamán puede realizar. 
Aunque la personalidad de Anna refleja a una persona agresiva, fría, seria, orgullosa y a veces cruel, también ha demostrado ser sumamente inteligente, decidida, fuerte y muy apasionada por lograr sus objetivos. En general, es una chuca ruda, pero siempre femenina y con clase. A pesar de todo, muestra constantemente que su gran deseo es que Yoh cumpla sus metas, confiando ciegamente en él. Aunque no lo demuestre, está profundamente enamorada de Yoh. En el transcurso de la historia hay muestras sutiles, pero a la vez muy significativas de que los sentimientos que tiene hacia su prometido son verdaderos.
Su verdadera fuerza como itako es demostrada cuando fue capaz de sellar a los espíritus guardianes de Hao Asakura, Zenki y Kōki, para luego controlarlos como si fueran propios. Esto solo generó interés y admiración de parte de Hao, quien en innumerables ocasiones halagó el poder de Anna, y trató de convencerla en casi todos sus encuentros de que era la indicada para ser la esposa del Rey Chamán, insinuando que si él ganaba el torneo ella era quien debía estar a su lado. A pesar del rechazo absoluto de parte de Anna, Hao sólo parece interesarse más.

## Apariencia
En el manga sus ojos tienen un color ámbar, mientras que en el anime son negros. Su cabello es rubio y corto (llega hasta sus hombros).
Anna viste tradicionalmente con un vestido negro, sandalias, una pulsera de cuentas azules, una larga pañoleta roja y un rosario azul con un penacho rojo —que suele ser utilizado como medio espiritual para distintos rituales—. En el transcurso de la historia, la edad de Anna fluctúa entre los 13 y los 16 años. 
En Funbari no Uta y en Shaman King Flowers la edad de Anna está entre los 21 y los 28 años. Mientras su cabello luce mucho más largo y ella ha crecido unos cuantos centímetros, sigue utilizando un vestido negro, pero este posee diseños florales. Utiliza una cinta alrededor de la frente y calza sandalias blancas.

## Historia
Anna nace en el año 1985 en las cercanías de Aomori. Desde muy temprana edad, sus poderes espirituales comenzaron a manifestarse. Anna poseía la habilidad del Reishi, la cual le permitía ver leer los pensamientos de otras personas. Debido a esto, sus padres acabaron por tenerle miedo a Anna, abandonándola en el Monte Osore, donde Kino Asakura, la abuela de Yoh, la encontró. Al notar su gran potencial, Kino la crio y la entrenó para dominar las artes del chamanismo, convirtiéndose en Itako como ella.
Debido a que la familia Asakura buscaba mantener el linaje entre personas con cualidades espirituales, Kino y el resto de la familia decidieron unir a Anna y a Yoh, comprometiéndolos a la edad de 10 años.
Ambos se conocieron ese año en Aomori, donde Anna se da a conocer como una chica reservada, solitaria y resentida. Esto se debía a que el reishi la hacía absorber los sentimientos más oscuros y negativos de la gente, haciéndola despreciar a las personas. Debido a su falta de control del reishi, su odio se manifestaba en forma de oni (apariciones demoniacas). Es por eso que Anna intentaba evitar a la multitud como fuese posible, usualmente encerrándose en su cuarto.
Cuando Yoh conoce la condición de Anna, le promete que se convertirá en Shaman King, con lo cual podrá ayudarla a librarse de su maldición. Años después, cuando el Torneo de Shamanes en Tokio comienza, Anna llega a Funbari para entrenar a Yoh, asegurándose de que se haga más fuerte y logre convertirse en el Shaman King.

## Habilidades
- Kuchiyose (Invocación de espíritus): Habilidad de llamar a un espíritu en cualquier tiempo y lugar.

- Gōma Chōfuku (Subyugación de los demonios): Técnica usada para controlar a los shikigamis de Hao. Ella también usa los shikigamis como sus guardianes espirituales.

- Reishi (Vista del alma): Habilidad que obtuvo de nacimiento, haciéndola capaz de leer los corazones y pensamientos de otros. Hao también tiene este poder.

- Okyo: Corresponde a una oración para ahuyentar a los espíritus.

- Reflexión de Maldición

- Anulación de Furyoku

Además de sus poderes espirituales, Anna parece tener una gran fuerza física. Esto se ve cuando somete a varias personas -incluso a Hao- bajo sus legendarias bofetadas -La "izquierda fantasma"/la "legendaria izquierda".

## Butsu Zone
La Anna que aparece en Butsu Zone posee una actitud muy distinta; es más decidida, alegre y extrovertida. Vive con la anciana Kino, trabajando y ahorrando dinero para buscar a su familia y conocer la razón del porqué la abandonaron. 
En cuanto a su apariencia, Anna lleva una blusa negra, un short de mezclilla , unos tenis rojos , una pulsera azul de perlas y un rosario blanco. Utiliza el cabello recogido en una coleta y utiliza una pañoleta roja con triángulos blancos.
A medida que el manga de Shaman King siguió avanzando, se llegó a la conclusión de que –pese a todas las similitudes- la Anna que aparece en Butsu Zone no es el mismo personaje que aparece en Shaman King. Anna de Butsu Zone corresponde a Anna la Itako I, Anna de Shaman King corresponder a Anna la Italko II, y finalmente Alumi Niumbirch de Shaman King Flowers correspondería a Anna la Itako III.

## Curiosidades
- Anna descubrió que Yoh la amaba por accidente, leyéndole la mente.
- Anna es la mascota de la policía de la Prefectura de Aomori.[1] La razón es que Takei, nació en dicha prefectura.
- Tiene un enorme parecido con Asanoha Douji, la madre de Hao Asakura.
- En el manga, cuando viaja a EE. UU. para encontrarse con Yoh, se da a conocer su obsesión con Tom Cruise.
- En el manga, Tamao explicó que si Anna no hubiese sido elegida como la prometida de Yoh, ella hubiese tomado ese lugar.